# Diane Venora
Diane Venora (Hartford, Connecticut, 10 de Agosto de 1952) é uma atriz estadunidense.
Venora deixou Hartford para uma bolsa integral na prestigiada Juilliard School of Drama. Após se graduar, ela atuou amplamente no palco. É uma atriz talentosa no palco, brilhando especialmente em peças de Shakespeare. Em 1983, ela estrelou no Joseph Papp da produção de Hamlet no New York Shakespeare Festival, no papel principal. Em 1988, a crítica elogiou seu desempenho como Chan Parker, esposa do saxofonista de jazz Charlie Parker, no filme biográfico dirigido por Clint Eastwood juntamente com Forest Whitaker, por essa atuação ela ganhou um Globo de Ouro e uma nomeação do New York Film Critics Award. 
Foi casada com o cineasta Andrzej Bartkowiak, porém mais tarde eles se divorciaram, quando passou a viver em Nova York com a filha Madzia, viajando frequentemente para trabalho. Ela saiu do show business quando sua filha estava com 8 anos, para passar mais tempo com sua filha. Durante 7 anos, Venora, permaneceu perto de casa, ensinando as crianças desfavorecidas.
Em 1995, ela estrelou com Al Pacino e Robert De Niro no filme Fogo contra Fogo, ganhando renome de audiências e críticos por sua memorável personagem, a forte e inteligente Justine Hanna. Esse desempenho, lhe rendeu a chance de representar o papel da mãe de Julieta de William Shakespeare no filme Romeo e Juliet.

## Biografia
Venora nasceu em East Hartford, Connecticut, um dos seis filhos de Marie Brooks e Robert P. Venora, que possuía um estabelecimento de limpeza a seco.